# Mariscal Ramón Castilla (província)

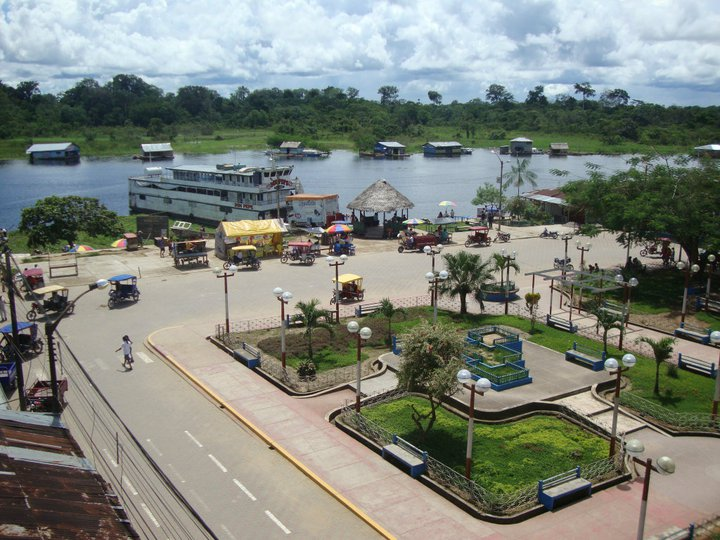
Caballococha

Mariscal Ramón Castilla é uma província do Peru localizada na região de Loreto. Sua capital é a cidade de Caballococha.

## Distritos da província
- Pebas
- Ramón Castilla
- San Pablo
- Yavari